# Aichi D3A
Aichi D3A (Japanski: 99式舰上爆撃机; Savezničko kodno ime: Val)")  je japanski obrušavajući bombarder iz Drugog svjetskog rata. Bio je glavni obrušavajući bombarder japanske carske mornarice u ranoj fazi rata, te je sudjelovao u gotovo svim akcijama, uključujući i Pearl Harbor.

## Dizajn i razvoj
Sredinom 1936. godine japanska mornarica objavila je natječaj za novi obrušavajući bombarder za nosače zrakoplova koji bi zamijenio postojeće D1A dvokrilce koji su se nalazili u službi.
Tvrtke Aichi, Nakajima i Mitsubishi su se javile na natječaj s time da su Aichi i Nakajima dobili dozvolu da izrade po dva prototipa svaki.
Aichi-jev zrakoplov je imao nisko postavljena eliptična krila inspirirana njemačkim zrakoplovom Heinkel He 70 Blitz. Trup je sličio onom Mitsubishi A6M Zero-a, iako je cijeli zrakoplov izgrađen od čvršćih materijala kako bi izdržao sile pri obrušavajućem bombardiranju. Stajni trap je bio fiksan. Zrakoplov je pogonio Nakajima Hikari devet-cilinderski zvjezdasti motor snage 529 kW (710 KS).
Prvi prototip je dovršen u prosincu 1937. godine, a prvi pokusni let je obavljen mjesec dana kasnije. Prvi testovi su bili razočaravajući. Zrakoplov je bio slab i nestabilan. Zračne kočnice su jako vibrirale već pri brzini od 370 km/h, a mornarica je tražila još veću brzinu poniranja od 440 km/h.
Drugi prototip je u velikoj mjeri izmijenjen s ciljem poboljšanja navedenih nedostataka. Snaga motora je povećana zamijenom Hikari motora s novim, jačim motorom Mitsubishi Kinsei 3 od 626 kW (840 KS), a vertikalni rep je povećan kako bi se smanjila nestabilnost zrakoplova. Krila su neznatno izmijenjena, te su ugrađene jače zračne kočnice. Te promjene su riješile sve prethodne i to je bilo dovoljno za pobjedu nad konkurentskim Nakajima D3N1.

## Operativna uporaba
U prosincu 1939. godine mornarica je naručila zrakoplov pod nazivom Navy Type 99 Carrier Bomber Model 11 (Kanjo bakugekiki, obično skraćeno kanbaku). Model zrakoplova koji je ušao u serijsku proizvodnju imao je neznatno manja krila, te mu je povećana snaga ugradnjom jačih motora Kinsei 43 od 746 kW (1000 KS) ili Kinsei 44 od 798 kW (1.070 KS).
Naoružanje su činila dvije fiksne strojnice od 7,7 mm (.303 in) Type 97, te još jedna pokretna strojnica 7,7 mm (.303 in) Type 92 u stražnjem kokpitu. Ispod trupa obično je nosio bombu od 250 kg (550 lb), te dvije dodatne od 60 kg ispod svakog krila.
Prvi D3A1 su dodijeljeni nosačima zrakoplova Akagi i Kaga tijekom 1940. godine, dok je manji broj zrakoplova prve borbene misije imao iz zemaljskih baza na području Kine. Od napada na Pearl Harbor, D3A1 je sudjelovao u svim većim operacijama u prvih 10 mjeseci rata. Slavu su stekli tijekom bitke u Indijskom oceanu tijekom travnja 1942. godine, kada su imali preko 80% uspješnih pogodaka svojih bombi tijekom napada na britanske krstarice HMS Cornwall i HMS Dorsetshire te nosač HMS Hermes. U nekim slučajevima su čak djelovali i kao lovci, jer im je njihova okretnost to dopuštala.
U lipnju 1942. godine poboljšana verzija D3A2 pogonjena novim Kinsei 54 motorom od 969 kW (1300 KS) je bila tsetirana kao Model 12. Povećanom snagom motora zrakoplovu je smanjen doseg, pa je zrakoplov dobio dodatne spremnike za gorivo čime je ukupna zapremina iznosila 900 litara. Novi tip zrakoplova je postao poznat kao Model 22, te je isti u jesen 1942. godine počeo zamjenjivati Model 11-koji se povlačio u jedinice za obuku.
Pojavom novog zrakoplova Yokosuka D4Y Suisei, D3A2 je povučen u potpunosti s nosača zrakoplova, većinom u kopnene jedinice ili na manje nosače zrakoplova. Kada su se američke snage tijekom 1944. godine vratile na Filipine, D3A2 iz kopnenih jedinica su pretrpjeli teške gubitke sudjelujući u borbama. Do tada su već mnogi D3A1 i D3A2 služili za obuku jedinica u Japanu, a u nekoliko su ih ugrađene dvojne kontrole - isti su dobili oznaku Navy Type 99 Bomber Model 12 Trainer (D3A2-K). Tijekom zadnje godine rata mnogi D3A2 su vraćeni natrag u borbene misije kao kamikaze.
Godine 1945. Indonezijski gerilci su osvojili brojne Japanske zrakoplovne baze, pri čemu je nekoliko D3A2 bilo zarobljeno od strane Indonezijskih gerilaca, uključujući i one na Bugis zračnoj bazi u Malangu. Većina zrakoplova je uništena u razdoblju od 1945. – 1949. godine pri vojnom sukobu u Indoneziji.

## Korisnici
- Japan
- Indonezija - nakon rata

## Tehničke karakteristike (D3A2)
Osnovne karakteristike
- posada: 2
- dužina: 10,2 m
- raspon krila: 14,37 m
- površina krila: 34,9 m2
- visina: 3,8 m

Letne karakteristike
- najveća brzina: 430 km/h
- dolet: 1.352 km
- brzina penjanja: 8,62 m/s
- najveća visina leta: 10.500 m
- motor: 1 x Mitsubishi Kinsei 54

Naoružanje
- naoružanje: 2x7,7mm Type 97+1x7,7mm Type 92 strojnice,1x250kg+2x60 kg bombe